# Sleepy Hollow (Illinois)
Pour les articles homonymes, voir Sleepy Hollow.
Sleepy Hollow est un village du comté de Kane dans l'Illinois, aux États-Unis,. Situé à l'ouest du comté, il est incorporé le 5 mai 1958.

## Démographie
Lors du recensement de 2010, le village comptait une population de 3 304 habitants. Elle est estimée, en 2016, à 3 329 habitants.

## Source de la traduction
- (en) Cet article est partiellement ou en totalité issu de l’article de Wikipédia en anglais intitulé « Sleepy Hollow, Illinois » (voir la liste des auteurs).